# Causers of This
Causers of This è il primo album discografico in studio del musicista statunitense Toro y Moi, pubblicato nel 2010.

## Tracce
1. Blessa – 2:43
2. Minors – 3:02
3. Imprint After – 3:03
4. Lissoms – 2:13
5. Fax Shadow – 2:51
6. Thanks Vision – 3:44
7. Freak Love – 2:51
8. Talamak – 2:27
9. You Hid – 3:24
10. Low Shoulder – 3:35
11. Causers of This – 3:02